# Bitwa pod Thann
Bitwa pod Thann – starcie zbrojne, które miało miejsce 13 października 1638 roku podczas wojny trzydziestoletniej.
W październiku obleganej od pół roku wielkiej twierdzy Breisach przybyła z odsieczą armia cesarska pod wodzą księcia Lotaryńskiego (6000 żołnierzy). Bernard Weimarski z 4 regimentami jazdy i 4 działami zaskoczył go w marszu pod Thann i rozbił.